# 李超林
李超林（1898年—1938年9月9日），字卓才。河南省開封縣人。他為抗日戰爭期間陣亡的中國軍方高級將領之一。

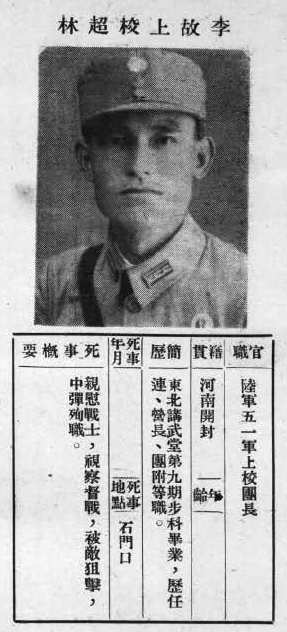
《抗戰軍人忠烈錄》（第一輯）中的李超林烈士遺像

## 生平
東北講武堂第九期步科畢業，歷任連、營、團附等職，抗戰時任陸軍51軍114師340旅679團上校團長，在武漢會戰皖西富金山戰鬥開順街、石門口督戰中壯烈成仁。